# Bobby Weaver
Bobby Weaver (n. 29 decembrie 1958, Rochester, New York, SUA) este un luptător ce a reprezentat Statele Unite ale Americii, medaliat olimpic. A participat la o ediție a Jocurilor Olimpice (1984) în care a câștigat o medalie de aur.

## Participări
Lista de mai jos prezintă principalele competiții la care a participat Bobby Weaver de-a lungul carierei.
- wrestling at the 1984 Summer Olympics – men's freestyle 48 kg[*]